# Покер
По́кер (англ. poker) — карточная игра, цель которой собрать выигрышный расклад или вынудить всех соперников прекратить участвовать в игре. Игра идёт с полностью или частично закрытыми картами. Конкретные правила могут варьироваться в зависимости от разновидности покера. Обобщающими элементами всех разновидностей покера являются расклады и наличие торговли в процессе игры.
Ввиду того, что игрок не знает карты своих противников, покер является игрой с неполной информацией, как и многие другие карточные игры, в отличие от, например, шахмат, в которых оба игрока видят положение всех фигур на доске.

## Правила игры
В покер играют разными колодами — по 32, 36 или 54 карты, но чаще всего используется стандартная колода из 52 листов с равнозначными мастями. Играет несколько участников (двое и более, обычно до десяти за одним столом). Значения карт располагаются по нисходящей от туза и далее (король, дама, валет, 10, …, 2). Туз может рассматриваться и как младшая карта для образования секанса (стрит) до пятёрки включительно, и как старшая (в комбинации Т-К-Д-В-10).
Игра состоит из нескольких фаз (в зависимости от разновидности покера), то есть кругов торговли (улиц). Каждая из них начинается с обязательных (вынужденных) ставок (анте) и раздачи новых карт. После раздачи карт каждый игрок имеет возможность сделать ставку или выйти из игры.
Победителем считается тот, чей расклад из пяти карт окажется лучшим, или тот, кто сможет вытеснить из игры других игроков с помощью ставок или блеф-ставок и останется один до вскрытия карт.
Также существует версия этой игры для игровых автоматов — видеопокер, хотя ввиду отсутствия торговли эксперты обычно не считают видеопокер разновидностью покера.

## Карточные расклады в покере
Иногда нижеследующие термины употребляют в традиционных неточных транскрипциях: вместо стрейта — стрит, вместо флаша — флеш.
Возможные расклады в порядке убывания достоинства:

### Флеш-рояль
- Флеш-рояль (англ. royal flush — «королевская масть»), квинт-мажор — последовательность из пяти одномастных карт, начинающаяся с туза, например: Т♥ К♥ Д♥ В♥ 10♥. Самый сильный расклад в игре. В зависимости от региона его принято считать либо отдельным раскладом, либо частным случаем стрит-флеша.

### Стрит-флеш
- Стрит-флеш (англ. straight flush — «масть по порядку»), квинта — пять одномастных карт, идущих подряд, например: 9♠ 8♠ 7♠ 6♠ 5♠ («стрит-флеш от девятки»). Самый младший стрит-флеш (от пятёрки до туза) иногда именуют «стальное колесо».

### Каре
- Каре, четвёрка, покер, фредон (four of a kind, quads — «четыре одинаковых») — четыре разномастные карты одного достоинства, например, тройки: 3♥ 3♦ 3♣ 3♠.

### Фулл-хаус
- Фулл-хаус (full house, full boat — «полный дом», «полная лодка»), три плюс два, трикон с парой — один сет и одна пара, например: 10♥ 10♦ 10♠ 8♣ 8♥.

### Флеш
- Флеш (flush — «масть»), прилив — пять одномастных карт любого достоинства, например: К♠ В♠ 8♠ 4♠ 3♠ («король сам-пят пик»).

### Стрит
- Стрит (straight — «порядок»), секанс — пять разномастных карт, идущих подряд, например: 5♦ 4♥ 3♠ 2♦ Т♦. Туз может как начинать порядок, так и заканчивать его. В стрите от пятёрки Т♦ начинает комбинацию и его достоинство оценивается в единицу, а 5♦ считается старшей картой. Самый младший стрит (от пятёрки до туза) иногда именуют «колесо», самый старший (от туза до десятки) — «Бродвей».

### Тройка
- тройка, сет, триплет, трипс, трикон (three of a kind, set — «три одинаковых», «набор») — три разномастные карты одного достоинства, например, семёрки: 7♣ 7♥ 7♠ .
- сет — частный случай комбинации "тройка" в техасском покере и омахе, когда пара находится на руках у игрока, а третья карта на столе.
- трипс — частный случай комбинации "тройка" в техасском покере и омахе, когда пара находится на столе, а третья карта на руках у игрока, либо все три одинаковых на столе.

### Две пары
- Две пары, допер (two pairs) — две пары карт, например: 8♣ 8♠ 4♥ 4♣.

### Пара
- Пара (one pair) — две разномастные карты одного достоинства, например, две девятки: 9♥ 9♠.

### Старшая карта
- Старшая карта (high card) — пять разномастных карт разного достоинства, например: А♦ 10♦ 9♠ 5♣ 4♣ (комбинация называется «старший туз»).

В некоторых вариантах игры также используется расклад Фор флаш («сам-четвёрт») — четыре карты одной масти и одна карта другой масти (при условии, что не создан никакой иной расклад), который по своему положению находится между парой и допером.
При совпадении раскладов более сильным является расклад со старшими картами, например 8♣ 8♠ 4♥ 4♣ 2♠ старше, чем 7♣ 7♠ 5♥ 5♣ K♠, а комбинация 6♠ 5♦ 4♥ 3♠ 2♦ старше, чем 5♦ 4♥ 3♠ 2♦ Т♦.
При совпадении раскладов и старшей карты (если он находится среди пяти открытых карт) выигрыш делится поровну между игроками с одинаковой комбинацией. В случае совпадения первой старшей карты сравниваются вторая или третья (в случаях пары и трёх старших карт).
В некоторых разновидностях покера (он называется Хай-Лоу (англ. Hi-Lo от High-Low) выигрыш может делиться поровну между игроками, имеющими на руках самый сильный расклад из карт любого достоинства (рассмотрены выше) и самый слабый расклад из непарных карт достоинством не больше 8, например: Т♣ 7♥ 2♠ 4♦ 8♠ (в слабых раскладах туз считается картой низшего достоинства). При этом один и тот же игрок может одновременно иметь на руках самый сильный и самый слабый расклад.
В играх с джокером расклад Покер/Пятёрка (англ. five of a kind — «пять одинаковых») — каре и джокер, например: T♥ T♦ T♣ T♠ Дж, «тузовый покер», считается высшим раскладом, то есть ценится даже выше, чем флеш-рояль.

## Торги
В большинстве вариантов покера каждая раздача имеет несколько кругов торгов.
- В некоторых вариантах покера перед сдачей все игроки вносят одинаковую начальную ставку (лат. ante).
- В некоторых вариантах покера некоторые игроки вносят первую ставку втёмную (англ. blinds).
- В процессе торговли игрок может делать следующие ставки:
  - Пропустить, отметиться, «чек» (check) — в ситуациях, когда ставки не были сделаны соперниками или ставка уже была сделана вслепую — не добавлять ставку, оставить «как есть»;
  - Поставить, «бет» (bet) — сделать ставку;
  - Поднять, атаковать, задушить, «рэйз» (raise) — увеличить ставку — поставить больше, чем соперники;
  - «3-бет» (3-bet) — название ставки игрока, совершением которой он переповышает сделанное ранее повышение, то есть третья ставка в круге торговли (бет, рэйз, 3-бет). Также существуют понятия 4, 5 и т. д. -бет, которое соответственно означает четвертую, пятую и последующие ставки в текущем круге торговли;
  - Поставить все деньги, va banque, «олл-ин»,  (all-in) — сделать ставку на все деньги;
  - Ответить, «колл» (call) — поставить столько же, сколько поставил соперник — уравнять;
  - Пасовать, сбросить карты, «фолд» (fold) — отказаться от дальнейшего участия и сбросить карты.
- Круг торговли заканчивается, когда все соперники сделали равные ставки или сбросили карты.
- Сделанные ставки складываются на банк (pot).
- Если в процессе последнего круга торговли осталось больше одного игрока, то карты открываются и расклады игроков сравниваются между собой. Если только один игрок остался в игре, то он забирает банк.
  - При игре в казино часть банка казино забирает себе в качестве платы за игру (rake).
- Если больше одного игрока победили в игре, банк делится поровну между всеми выигравшими (split pot).

При этом надо сказать, что не всегда при игре в покер выигрывает лучший расклад, так как с хорошо продуманной игрой и с блефом можно выигрывать c худшими картами, чем у соперника.
В покере существует правило, по которому игрок участвует в игре только теми деньгами, которые он положил на кон — стек (англ. stack). Пополнять стек можно только между играми. Забирать из стека нельзя без ухода из-за стола. В случае если у игрока кончились деньги в процессе торговли, он продолжает участвовать в игре, но не участвует в дальнейшей торговле и на столе образуется дополнительный или побочный банк (или банки) (англ. side pots), которые могут выиграть только оставшиеся соперники.
Часто существует несколько разновидностей одной и той же игры, различие между которыми заключается в размерах ставки, которые могут делать игроки:
- Лимит (англ. limit) — игроки могут делать только фиксированные ставки или поднимать только на сумму фиксированной ставки.
- Пот-лимит (англ. pot limit) — игроки могут делать ставки от минимальной до текущего размера банка.
- Без лимита, ноу-лимит (англ. no limit) — игроки могут делать ставки от минимальной до размеров своего стека.

## Стратегия игры
В клубном покере, как и в любой другой игре, не имеющей конечного количества состояний, не существует чистой оптимальной стратегии игры. Это объясняется большой степенью неопределённости — игроки не знают карт друг друга. Им доступна лишь ограниченная информация — собственные карты, общие карты, а также ход торговли. Чтобы запутать оппонентов и получить преимущество, игроки используют целый ряд стратегических приёмов, таких как блеф (или полу-блеф, суть которых заключается в том, чтобы отвести внимание игрока от реального положения дел в раскладе игры), получение бесплатной карты, чек-рейз, стил (воровство блайндов). В условиях неопределённости для принятия оптимального решения в покере широко используется вероятностный подход с определением математического ожидания возможных действий. Во время игры обычно используется подсчёт шансов банка и сравнение его с шансами на улучшение для принятия решения о продолжении игры.
Существует так называемая «фундаментальная теорема покера», авторами которой являются Дэвид Склански (David Sklansky) и Мейсон Малмут (Mason Malmuth): «Всякий раз, когда вы разыгрываете комбинацию отлично от того, как вы бы играли, если бы видели карты всех ваших противников, они выигрывают; и всякий раз, когда вы разыгрываете комбинацию так, как поступили бы, видя все их карты, они проигрывают. И наоборот: всякий раз, когда оппоненты разыгрывают свои комбинации отлично от того, как они бы это сделали, видя все ваши карты, вы выигрываете; и всякий раз, когда они разыгрывают руки таким же образом, как если бы видели все ваши карты, вы проигрываете». Данная теорема напрямую вряд ли применима во время игры, однако она подчёркивает важность двух вещей: качественной оценки карт противника, оптимального принятия решений с учётом этой оценки. Но самый большой вклад в обучение покерным стратегиям внесли Дэн Харрингтон, который также известен в своих кругах, как «Заводной Дэн» и Дойл Брансон. Дэн Харрингтон в отличие от других учителей покера рассматривал не только теорию, а и множество живых примеров, взятых из личного опыта, а знаменитой работой Дойла Брансона является «Супер Система».

### Банкролл
Банкролл (англ. Bankroll) — это сумма денег на счету игрока, которую он использует для игры в покер на деньги. Банкролл принято измерять в бай-инах. Управление банкроллом — важная часть игры в покер на деньги.
Основное правило управления банкроллом — наличие на счету игрока суммы, позволяющей безопасно играть на выбранных лимитах. Выделяют консервативный метод управления банкроллом — его величина составляет 6000—10000 больших блайндов или 60—100 бай-инов для ринговых игр по стратегии больших стеков и 200 бай-инов для турниров, классический — 3000—6000 больших блайндов для ринговых игр и 100—150 бай-инов для турниров, агрессивный — 2000 больших блайндов или 20 бай-инов для ринговых игр и 50 бай-инов для турниров. Способ управления банкроллом подбирается в зависимости от стиля игры и психологических особенностей игрока и так же цели игры (для игры на постоянной основе профессионалу требуется более консервативный метод банкролл-менеджмента). При снижении суммы денег на счету игрока необходимо снизить лимиты, на которых ведётся игра в покер.

## История
О происхождении самой игры и даже её названия до сих пор идут споры. По одной из версий, название происходит от немецкого слова pochen (стучать). Первые упоминания об игре, похожей на покер, относятся к XVI веку.
Покер как карточная игра существует более 450 лет. Зародился он в Европе: в Испании, Франции, Италии. Первые упоминания об игре, похожей на покер, относятся к 1526 году: в Италии и Испании очень любили играть в «primero», во Франции эту же игру называли «la prime». Каждому игроку раздавались по 3 карты, после чего по кругу объявлялись ставки, и в результате выигрывала одна из комбинаций: три или две карты одинаковой ценности, или же три одномастные карты.
К началу восемнадцатого века английский прототип покера назывался «Бреге» (brag), немецкий — «похшпиль» (pochspiel), а французский — «пок» (poque). Причём на руки игрокам сдавалось по пять карт, а блеф стал одним из важнейших элементов игры. Первое задокументированное применение фишек датировано 1752 годом.
Принято считать, что современное название игры «покер» образована именно от названия французской карточной забавы XVIII века.
С течением времени правила покера менялись. Первые письменные упоминания о современном варианте покера появляются в 1829 году в мемуарах артиста Джо Кауэла. В 1834 году в покер стали играть колодой из 52 карт. Однако, как бы ни менялись правила, победитель определялся по наличию у него Покерных Комбинаций.
В XIX веке французские колонисты, которые селились первое время на территории Луизианы, завезли покер в Америку. Игра приобрела такую популярность, что в своё время даже считалась национальной картежной игрой. В середине XIX века в покер играли уже колодой из 52 карт.
Возвращение покера в Европу относится к 1870 году, когда посол США в Великобритании полковник Джейкоб Шенк представил игру при дворе королевы Виктории. Полковник составил подробное описание правил игры в покер, что крайне заинтересовало королеву.
В XX веке появился клубный покер, имеющий сегодня более десятка разновидностей, среди которых «Техасский Холдем», «Омаха», «Дро-покер», «Стад-покер». Самым распространённым из них является «Техасский Холдем» — первая карточная игра, согласно общеамериканской легенде, появилась в городке Робстаун, штат Техас.
Сейчас «Техасский Холдем» — официальная игра на турнирах Мировой серии покера (World Series of Poker (WSOP)). Впервые этот Чемпионат был проведен в 1970 году и на данный момент ежегодно собирает тысячи поклонников в стенах казино Horseshoe в Лас-Вегасе.

## Разновидности
Существует множество разновидностей покера. Некоторые играются на официальном уровне, некоторые популярны только в домашнем кругу. Ниже приводится несколько самых популярных разновидностей покера:

### Дро-покер (Draw poker) также имеет название Классический
Одна из самых простых разновидностей покера. Больше всего распространён в домашних играх, на дружеских встречах.
- Игроки вносят начальную ставку, получают пять карт.
- Далее следует круг торгов.
- Игроки объявляют, сколько карт они хотят поменять. Сдающий забирает их карты и сдаёт им столько же новых.
- Следует последний круг торгов.

### Дабл Дискардинг Дро-покер (Double Discarding Draw-poker)
Разновидность дро-покера, в котором игроки производят две замены карт за банк.
- Игроки вносят начальную ставку и получают пять карт закрытыми.
- Далее следует круг торгов.
- Игроки объявляют, что они меняют несколько карт. Сдающий забирает их карты и сдаёт им столько же новых.
- Далее следует круг торгов.
- Игроки второй раз объявляют, что они меняют несколько карт. Сдающий забирает их карты и сдаёт им столько же новых.
- Следует последний круг торгов.

В дабл-дро-покер может играть до семи игроков одновременно. Обменянные игроками карты возвращаются в колоду и там перетасовываются.

### Стад (Stud)
Существует несколько разновидностей стада, например 4-, 5-, или 7-карточный стад, семикарточный стад хай-лоу. Далее следует описание 7-карточного стада.
- Игроки вносят начальную ставку
- Иногда некоторые игроки также делают ставки вслепую
- Каждому сдаётся одна карта в открытую и две в закрытую
- Следует круг торгов
- Сдаётся одна карта в открытую (всего стало 4)
- Следует круг торгов
- Сдаётся одна карта в открытую (всего стало 5)
- Следует круг торгов
- Сдаётся одна карта в открытую (всего стало 6)
- Следует круг торгов
- Сдаётся одна карта в закрытую (всего стало 7)
- Следует последний круг торгов

Игрок выбирает комбинацию из 5 карт у себя в руке.
Разновидностью стада является Хай-Лоу, когда выигрывают самая старшая и самая младшая комбинация. Ещё одна разновидность — Разз, когда выигрывает только младшая комбинация.
5-карточный стад обычно популярен в домашних играх, и обычно это та разновидность покера, в которую первой учатся играть дети в США.
7-карточный стад долгое время был самой популярной разновидностью покера, до тех пор пока он не стал вытесняться Техасским Холдемом.

### Техасский холдем (Texas Hold’em)
Техасский холдем (иногда просто называемый холдем) — самая популярная на текущий момент разновидность покера. Популярность холдема связана с его правилами, которые дают оптимальное соотношение общей/скрытой информации. Например, в 5-draw покере общей информации практически нет (только количество карт, которые сменил противник), а в 7-stud, наоборот, общей информации слишком много. Сбалансированное соотношение даёт больше возможностей для манёвров, в результате в игре больше действия. Омаха достаточно близка к холдему, но тут Холдем популярнее из-за более простых правил.
Техасский холдем может быть лимитным и безлимитным. При лимитной игре имеются определённые ставки, игрок не может ставить столько, сколько пожелает. Второй тип игры не накладывает подобных ограничений на ставку. Вместе с тем, указанные типы отличаются не только по ограничению ставок — каждый лимит имеет свою игровую стратегию, отличную от других.
Игра проходит следующим образом:
- В некоторых играх все игроки вносят небольшой начальный взнос (анте), это увеличивает размер банка (общих денег на столе) и активность игроков.
- Два игрока, сидящие за сдатчиком (которого называют button или dealer), вносят ставки втёмную (blind). Обычно первый темнит на половину минимальной ставки (small blind), а второй — на целую ставку (big blind).
- Каждый игрок получает по две карты в закрытую (preflop), следует круг торгов.
- На стол перед всеми игроками кладутся три карты в открытую (flop), следует круг торгов.
- На стол кладётся четвёртая карта в открытую (turn), следует круг торгов. При игре в лимитированный холдем фиксированная ставка в этот момент удваивается.
- На стол кладётся пятая карта в открытую (river). Таким образом, на столе лежит 5 карт, следует последний круг торгов.
- Игроки могут использовать свои (карманные) и общие карты со стола для составления 5-карточных комбинаций одним из трёх вариантов: две карманные карты и три общие карты со стола, любую одну карманную карту и четыре общие карты со стола, или пять общих карт со стола.

### Омаха (Omaha)
Омаха (иногда называется Омаха Холд’эм) по правилам игры похожа на Техас Холд’эм.
Игра проходит следующим образом:
- Иногда все игроки вносят небольшую начальную ставку (анте).
- Два игрока (иногда один), сидящие за сдающим вносят ставки вслепую. Обычно первый вносит половину минимальной ставки, а второй — целую ставку.
- Каждый игрок получает по 4 карты в закрытую.
- Следует круг торгов
- На стол перед всеми игроками кладутся три карты в открытую.
- Следует круг торгов
- На стол кладётся ещё одна карта в открытую.
- Следует круг торгов. При игре в лимит фиксированная ставка в этот момент удваивается.
- На стол кладётся ещё одна карта в открытую. Таким образом на столе лежит 5 карт.
- Следует последний круг торгов
- Игроки должны использовать любые 2 из своих карт и 3 открытых для составления 5-карточных комбинаций.

Существует разновидность игры — Омаха хай-лоу или Омаха 8. Розыгрыш раздачи происходит как и в классической Омахе, но банк делится между самой сильной и самой слабой комбинацией — отсюда и произошло название «омаха хай-лоу». Омаха хай-лоу играется с условием «8 или лучше», то есть, чтобы игрок мог претендовать на выигрыш лоу части банк, у него должна быть комбинация из карт не старше восьмерки.
Омаха и Омаха хай-лоу также бывают лимит, пот-лимит и ноу-лимит, но вариация пот-лимит наиболее популярна в обеих играх.
Если у соперников одинаковые карты, то есть две пары, то учитывается старшая карта из имеющихся у них.
если у соперников одинаковая пара, то кикером является вторая карта соперника.

### Лоуболл от двойки до семёрки (2—7 Lowball)
Противоположность Дро-покеру, выигрывает наихудшая комбинация.
Цель игры — собрать комбинацию из пяти карт как можно меньшего номинала, не являющуюся стритом, или флэшем. Наилучшей комбинацией в этой игре является, например, комбинация 7♥ 5♠ 4♣ 3♦ 2♥, откуда и произошло название разновидности игры.
Розыгрыш руки аналогичен дро-покеру.
Существует вариант игры с тройным обменом карт, после каждого из которых следует круг торгов (Lowball 2—7 Triple Draw).

### Х.О.Р.С. (H.O.R.S.E.)
В этой разновидности покера игроки играют поочерёдно в Холдем, Омаху, Разз, Стад, и Хай-Лоу Стад.

### Падуги
Падуги (кор. 바둑이) — самая молодая разновидность покера, изобретённая в Южной Корее. Совмещает в себе особенности Лоуболла и Дро-покера. Наиболее популярна разновидность с фиксированным лимитом ставок.
Бадуги — это комбинация из 4-х разномастных карт разного номинала. Цель игры — собрать низшую бадуги. Лучшей комбинацией является, например, 4♥ 3♠ 2♣ Т♦. Далее следует описание процесса игры.
- Каждому игроку сдаётся четыре карты в закрытую.
- Следует круг торгов.
- Игроки объявляют, что они меняют несколько карт. Сдающий забирает их карты и сдаёт им столько же новых (1-й обмен).
- Следует круг торгов.
- Следует круг обмена (2-й обмен).
- Следует круг торгов.
- Следует круг обмена (3-й обмен).
- Следует последний круг торгов.

Выигрывает игрок, собравший меньшую бадуги (ниже номинал старшей карты комбинации). В случае, когда ни у одного из игроков нет бадуги, рассматриваются 3-х, 2-х и однокарточные комбинации, составленные из карт наименьшего достоинства каждой масти. Например, комбинация 7♥ 6♠ 4♠ 3♦ (3-х карточная комбинация 7, 4, 3) лучше комбинации 8♠ 3♦ 2♦ Т♥ (3-х карточная комбинация 8, 2, Т). А комбинация К♦ Д♠ 5♠ 2♦ (2-х карточная комбинация 5, 2) лучше комбинации 7♠ 7♦ 7♥ Т♥ (2-х карточная комбинация 7, Т).

## Интересное
Английский манипулятор с картами Дерек Дингл (англ. Derek Dingle) умел одновременно сдать четыре роял-флэша. Для этого он разработал трюк, названный «Переворачивающиеся тузы» (англ. «Rollover Aces»). Его суть в следующем:
1. Берётся колода карт, которая хорошо тасуется.
2. Из колоды выбирается четыре туза, которые демонстрируются и затем возвращаются в разные части колоды.
3. Колода вновь хорошо перетасовывается и подснимается.
4. Колоду разделяют на две части и вновь складывают в одну, но так, чтобы рубашки частей были направлены в разные стороны, после чего вновь тщательно перетасовывают.
5. Колоду выкладывают на стол и, вращая, как бы раскатывая, с каждым полуоборотом образуют четыре стопки карт, лежащих под четырьмя тузами, все лицом вверх. Остаток колоды составляет пятую стопку и лицо её карт также ориентировано в одну сторону.
6. При открытии первых четырёх стопок выясняется, что это четыре роял-флэша, разложенных не только по мастям, но и по старшинству карт.

С 16 марта 2007 года по 20 июля 2009 года покер являлся официальным видом спорта в РФ. В 2009 году покер лишён статуса вида спорта приказом министра спорта и туризма РФ Виталия Мутко.

## Покерные программы
Есть различные типы программ для покера, одни имитируют игру человека, другие призваны помогать человеку во время игры. Создано достаточно много различных программ, которые помогают игрокам при игре онлайн. Есть как любительские программы, так и профессиональные.
В 2016 году научные сотрудники Альбертского университета предложили решение лимитного холдема при игре один на один, в 2017 году компьютер выиграл у четырёх сильнейших игроков в Техасский Холдем один на один в турнире с призовым фондом 2 миллиона долларов. В 2019 году компьютер стал сильнее и при стандартной игре с пятью людьми (а также пять ботов с одним человеком).

## Фильмы о покере
- 1912 — Игрок в покер / A cure for pokeritis
- 1965 — Цинциннати Кид / Cincinnati Kid
- 1973 — Афера / «The Sting»
- 1976 — Блеф / Bluff
- 1978 — Орёл или решка / Pari e dispari
- 1981 — Туз / Asso
- 1982 — Великий Шу / Wielki Szu
- 1987 — Покер Алиса / Poкer Alice
- 1989 — Бог игроков / God of Gamblers
- 1994 — Мэверик / Maverick
- 1998 — Шулера / Rounders
- 1998 — Карты, деньги, два ствола / Lock stock and two smoking barrels
- 1999 — Китайский сервиз (фильм)
- 2003 — Ловкие руки / Shade
- 2003 — Игрок / High Roller: The Stu Ungar Story
- 2006 — Казино «Рояль» / Casino Royale
- 2006 — ALL IN / «Ва-банк»
- 2007 — Штука / The Grand
- 2007 — Везунчик / Lucky You
- 2008 — Игроки / Deal
- 2012 — Покер по правилам любви / Poker.am / Պոկեր.am (армянский фильм)
- 2017 — Большая игра / Molly’s Game
- 2020 — Авантюристки / Burraco fatale
- 2021 — Холодный расчет / The Card Counter
- 2023 — Поедем с тобой в Макао